# 1589 Fanatica
1589 Fanatica (1950 RK) là một tiểu hành tinh vành đai chính được phát hiện ngày 13 tháng 9 năm 1950 bởi Miguel Itzigsohn ở Observatorio Astronómico de La Plata.